# Friedrich Hofferberth
Johann Friedrich Hofferberth (* 17. April 1805 in Mümling-Grumbach im Odenwaldkreis; † 12. April 1886) war ein deutscher Gast- und Schildwirt sowie Mitglied der Zweiten Kammer der Landstände des Großherzogtums Hessen.

## Leben
Friedrich Hofferberth wurde als Sohn des Ackermanns Johann Michael Hofferberth und dessen Ehefrau Anna Elisabetha Jäckel geboren und betrieb in seinem Heimatort eine Gast- und Schildwirtschaft. In seinem Betrieb wurden auch Bier und Branntwein gebraut.
Am 27. Dezember 1849 erhielt er ein Mandat für die Zweite Kammer der Landstände des Großherzogtums Hessen.
Die Zweite Kammer bestand aus 50 Abgeordneten, wobei 34 Abgeordnete aus den Wahlbezirken stammten.
Er wurde für den Wahlbezirk Starkenburg 10/König gewählt und blieb bis 1850 in dem Parlament.